# Захарченко Валентина Олександрівна
Валенти́на Олекса́ндрівна Заха́рченко (Іконник-Захарченко; 2 серпня 1941, Харків) — українська хорова диригентка, піаністка, педагог. Народна артистка України (1997).

## Життєпис
1967 — закінчила Київську консерваторію (клас хорового диригування Елеонори Виноградової, фортепіано — Олени Вериківської).
1968—1970 — працює методистом Київського відділення Музично-хорового товариства УРСР.
З 1973 працює у Київському камерному хорі (згодом — Ансамбль класичної музики імені Бориса Лятошинського Національного будинку органної та камерної музики України). 1985—1990 — його головна хормейстерка, 1999—2000 — диригентка, з 2000 — художня керівниця.
Водночас 1990—2002 — викладачка Київського університету культури і мистецтв.
Поєднує роботу концертмейстерки, органістки-акомпаніаторки і диригентки.

## Здобутки
Здійснила прем'єрне виконання в Україні таких творів як:
- «Висока меса», «Пасіони за Матвієм» і «Пасіони за Йоанном» Й.-С. Баха
- Ораторії «Ілія» та «Павло» Ф. Мендельсона
- «Сім слів Спасителя на Хресті», «Пори року» та «Створення світу» Йозефа Гайдна
- «Юда Маковей» Г. Генделя
- «Реквієм» Л. Керубіні
- «Урочиста меса» Дж. Россіні
- «Німецький реквієм» Й. Брамса
- «Stabat mater» А. Дворжака
- Меси Ф. Шуберта

## Визнання
- 2011 — Орден княгині Ольги III ступеня
- 1997 — Народна артистка України